# Estadio Manoel Barradas
El Estadio Manoel Barradas, conocido popularmente como Barradão, es un estadio de fútbol de la ciudad de Salvador de Bahía. Es propiedad del equipo Esporte Clube Vitória, fue inaugurado el 9 de noviembre de 1986, con el partido entre los equipos de Vitória y Santos FC y reinaugurado el 25 de agosto de 1991, con el partido entre Vitória y Olímpia (Paraguay), finalizado con empate a 1.
Su capacidad es de 42 000 espectadores, aunque el máximo permitido de entradas puestas a la venta es de 34 535.

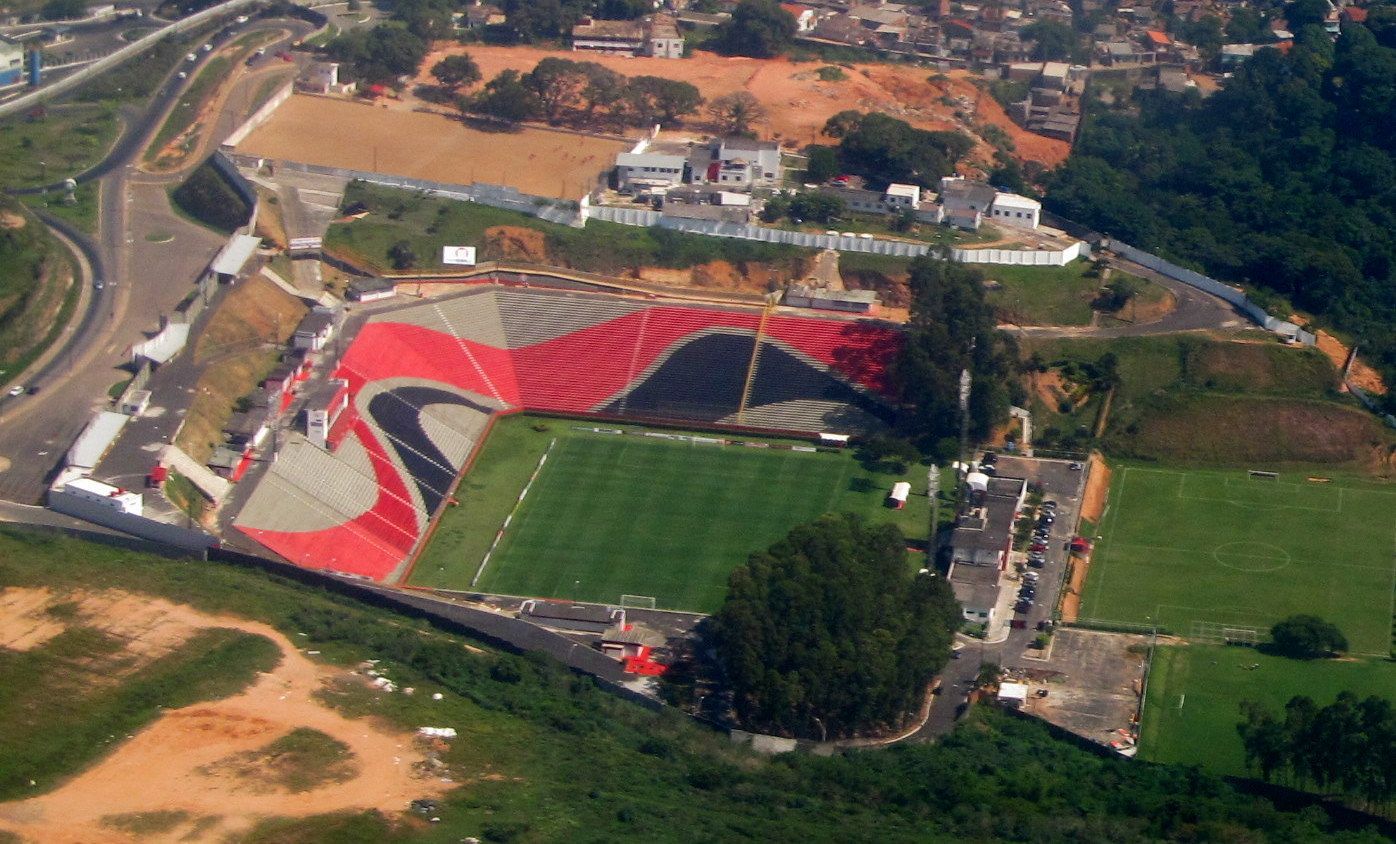
Imagen aérea
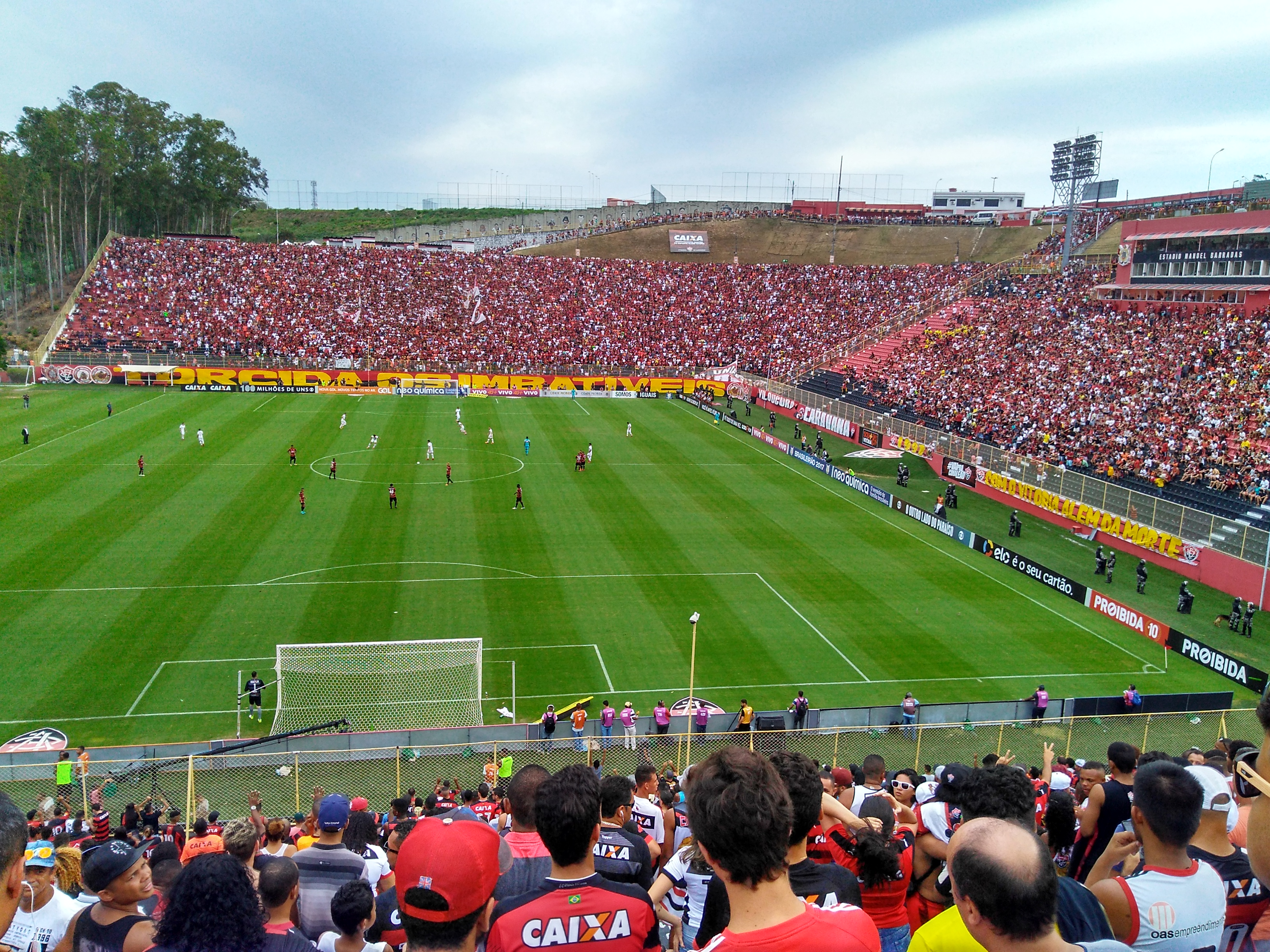
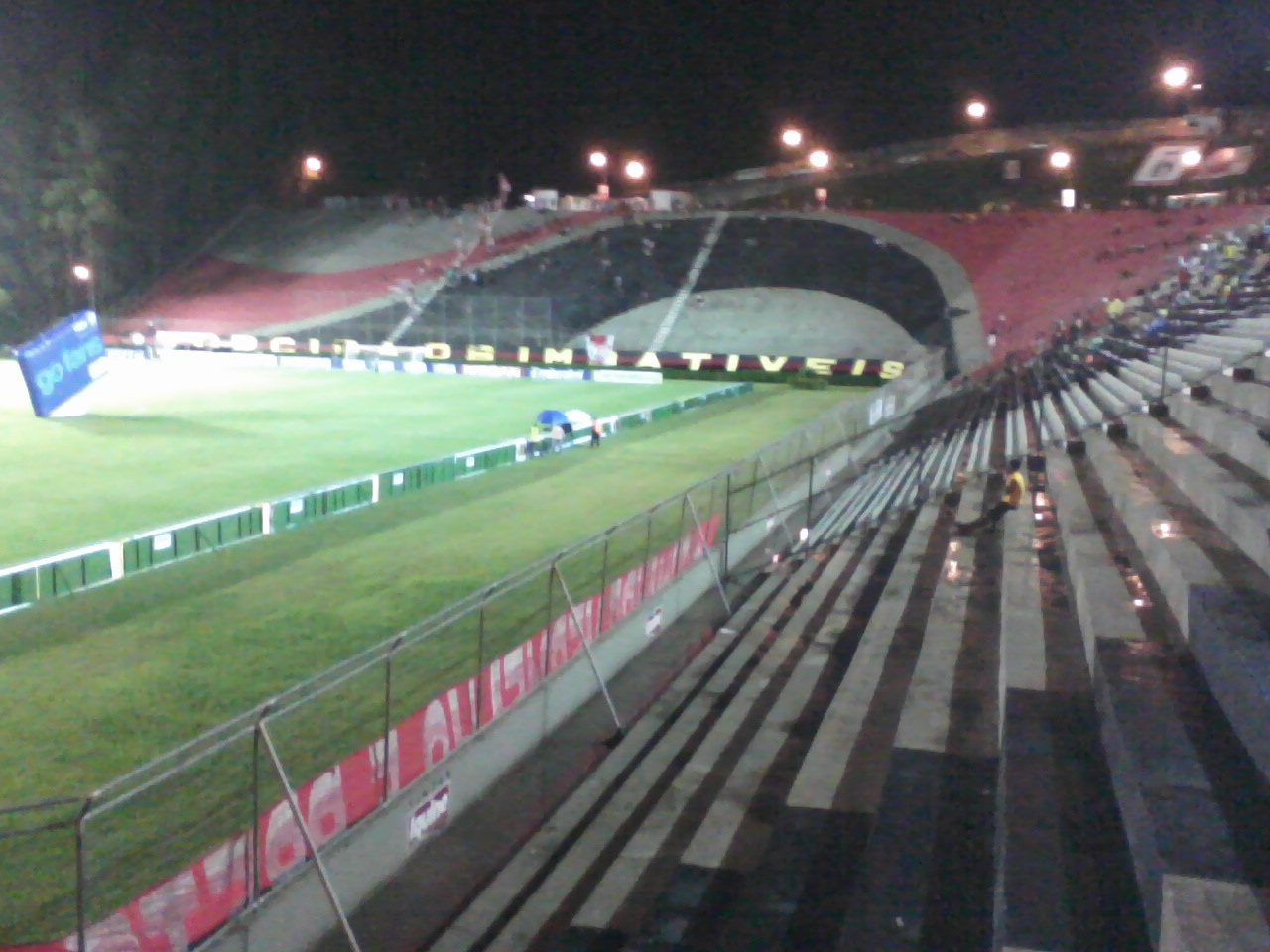